# Xavier Verboven
Xavier Verboven (Pulle, 23 juni 1944) is een Belgische voormalige syndicalist voor het ABVV.

## Levensloop
Verboven studeerde af als licentiaat sociaal recht aan de Rijksuniversiteit Gent en promoveerde nadien tot doctor in de rechten. Hij begon zijn carrière bij het ABVV in 1970 als jurist. In 1984 werd hij nationaal secretaris van de Textielarbeiderscentrale van België (TACB), een functie die hij uitoefende tot zijn aanstelling als nationaal secretaris van het ABVV in 1990. In 1996 werd hij aangesteld tot algemeen secretaris van het Vlaams ABVV en in 2004 werd hij algemeen secretaris van het ABVV, in opvolging van André Mordant. Een jaar later, in mei 2005, werd hij voorzitter van het Vlaams ABVV. Hij werd door Guy Verhofstadt genegeerd in het overleg over het Generatiepact, maar sloeg terug met een 24-urenstaking.
In juni 2006 ging hij na een carrière van 35 jaar op pensioen. Hij werd in de hoedanigheid van voorzitter van het Vlaams ABVV opgevolgd door Rudy De Leeuw en als algemeen secretaris van het ABVV door Anne Demelenne. Na zijn pensioen werd hij actief als adviseur van het Europees Economisch en Sociaal Comité (EESC).